# ABC News

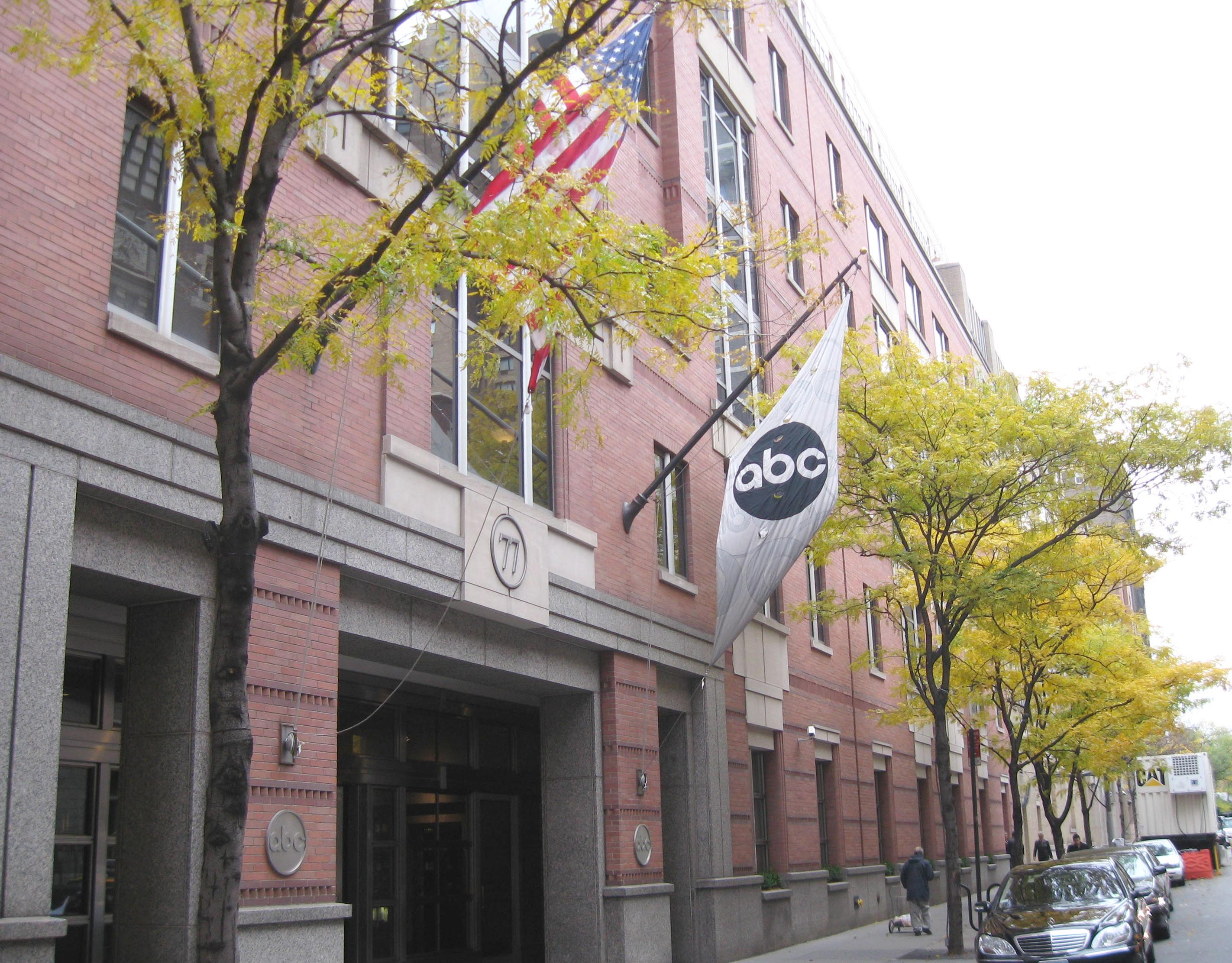
Siedziba w Nowym Jorku

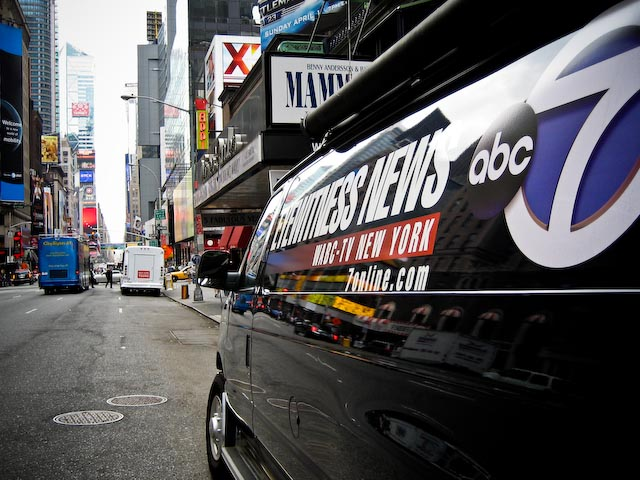
Wóz transmisyjny lokalnego programu „Eyewitness News” WABC-TV Nowy Jork, Times Square

ABC News – amerykański dział informacyjny sieci ABC powstały 15 czerwca 1945 roku. Współpracuje z siostrzaną telewizją ABC Network i radiem Citadel Media. ABC News obecnie należy do ABC Entertainment Group, części korporacji The Walt Disney Company.
Siedziba ABC News oraz jej studia znajdują się w Nowym Jorku na Times Square, z którego prowadzone są niektóre programy kanału ABC News Now, m.in. Good Morning America.

## Ważni pracownicy
| - Roone Arledge - H.R. Baukhage - David Brinkley - Leo Cherne - Bob Clark - Ron Cochran - John Daly - Sam Donaldson - Bob Fleming - Gordon Fraser - Pauline Frederick - Charles Gibson - Jim Gibbons - Don Goddard - Brit Hume - Peter Jennings | - Bill Lawrence - Bill Lord - Al Mann - Michel Martin - Bryson Rash - Harry Reasoner - Frank Reynolds - Geraldo Rivera - Max Robinson - Bill Shadel - Howard K. Smith - John Cameron Swayze - Bob Young - Christianne Klein - Robert Krulwich |